# Dactylispa jonathani
Dactylispa jonathani is een keversoort uit de familie bladkevers (Chrysomelidae). De wetenschappelijke naam van de soort werd in 1977 gepubliceerd door Basu & Saha.